# Ryszard Kowalski (technolog)
Ryszard Kowalski (ur. 14 lutego 1935, zm. 21 czerwca 2007)[niewiarygodne źródło?] – polski specjalista w dziedzinie technologii betonu i prefabrykacji, wieloletni dyrektor Centralnego Ośrodka  Badawczo-Rozwojowego Przemysłu Betonów „CEBET”.
W latach 1953–1969 pracownik Zakładu Betonu w Instytucie Techniki Budowlanej.

## Odznaczenia
- Krzyż Kawalerski Orderu Odrodzenia Polski
- Złoty Krzyż Zasługi